# 天主教沙市宗座监牧区
天主教沙市監牧區（拉丁語：Apostolica Praefectura Shasiensis，中國官方稱為：沙市教區）是羅馬天主教在中國湖北省南部設立的一個宗座監牧區。

## 概況
1936年7月7日從宜昌宗座代牧區分出沙市宗座監牧區。
1950年，沙市監牧區信徒人數為8,869人、14個堂區、27位司鐸、18位修士和18位修女。14,000人。教座位於湖北省沙市洪家巷。教區自狄隆神父去世後一直處於教座出缺狀態。

## 歷史
1936年7月7日，聖座從宜昌宗座代牧區劃出江陵、松滋、公安、石首和監利等縣設立沙市宗座監牧區，轄區面積9,560平方公里。由美國籍方濟會會士負責管理，首任宗座監牧為狄隆神父。宗座監牧區成立後，興辦新沙中學。
1949年10月1日，中國共產黨在中國大陸地區建立中華人民共和國，並開始針對天主教進行宗教迫害及打壓，教會已經無法正常功能。1949年狄隆神父被拘和審判，1951年他與其他外籍傳教士被驅逐出境，宗座監牧自此一直處於教座出缺狀態。1950年代，由山東省鄭德清神父出任牧區署理。
1966年至1979年文化大革命期間，所有宗教活動停止。1980年代，湖北宗教活動恢復，由周樂士神父出任牧區署理。2001年起改由陳永發神父出任牧區署理。
2000年，中國天主教愛國會未經聖座准許，擅自將漢口教省的沙市監牧區改稱荊州教區，且與施南教區合併，重組成立荊州教區，範圍包括天門市、仙桃市、潛江市、洪湖市和荊州市。

## 歷任宗座监牧
- 狄隆神父, O.F.M.（1936年7月11日-1961年6月25日）[6]
- 教座從缺（1961年-現在）
  - 牧區署理鄭德清神父（1950年-？）
  - 牧區署理周樂士神父（1980年-2001年）
  - 牧區署理陳永發神父（2001年-現在）